# Франке, Ян
Ян Непомуцен Франке (нем. Jan Nepomucen Franke;) 4 октября 1846, Львов, Австрийская империя — 6 августа 1918, там же) — учёный-механик. Педагог, профессор, доктор Honoris Causa Львовской политехники. Член Польской академии знаний. Ректор Львовской политехники.

## Биография
Учился во Львовской Технической Академии (1864—1866) и Императорско-королевском политехническом институте в Вене (1866—1869). Изучал математику в Цюрихе и Парижской Сорбоне (1869—1870).
Преподавал механику в Высшей полеводческой школе в Дублянах.
С 1871 — ассистент отдела (факультета) механики и теории машин Львовской технической академии, профессор. Руководитель кафедры механики и теории машин (1871—1892).
Неоднократно исполнял обязанности ректора Политехники (1874—1875, 1880—1881, 1890—1891 гг.).
Исполнял также обязанности краевого инспектора реальных и промышленных школ Львова. Основал 10 реальных школ, в частности, государственной промышленной школы во Львове и разного типа промышленных школ в Бучаче, Ярославе, Сулковичах, Тернополе, Станиславе и др.
Награждён высокими австрийскими отличиями.

## Научная деятельность
Автор научных работ в области машиностроения и истории точных наук.